# Molassa

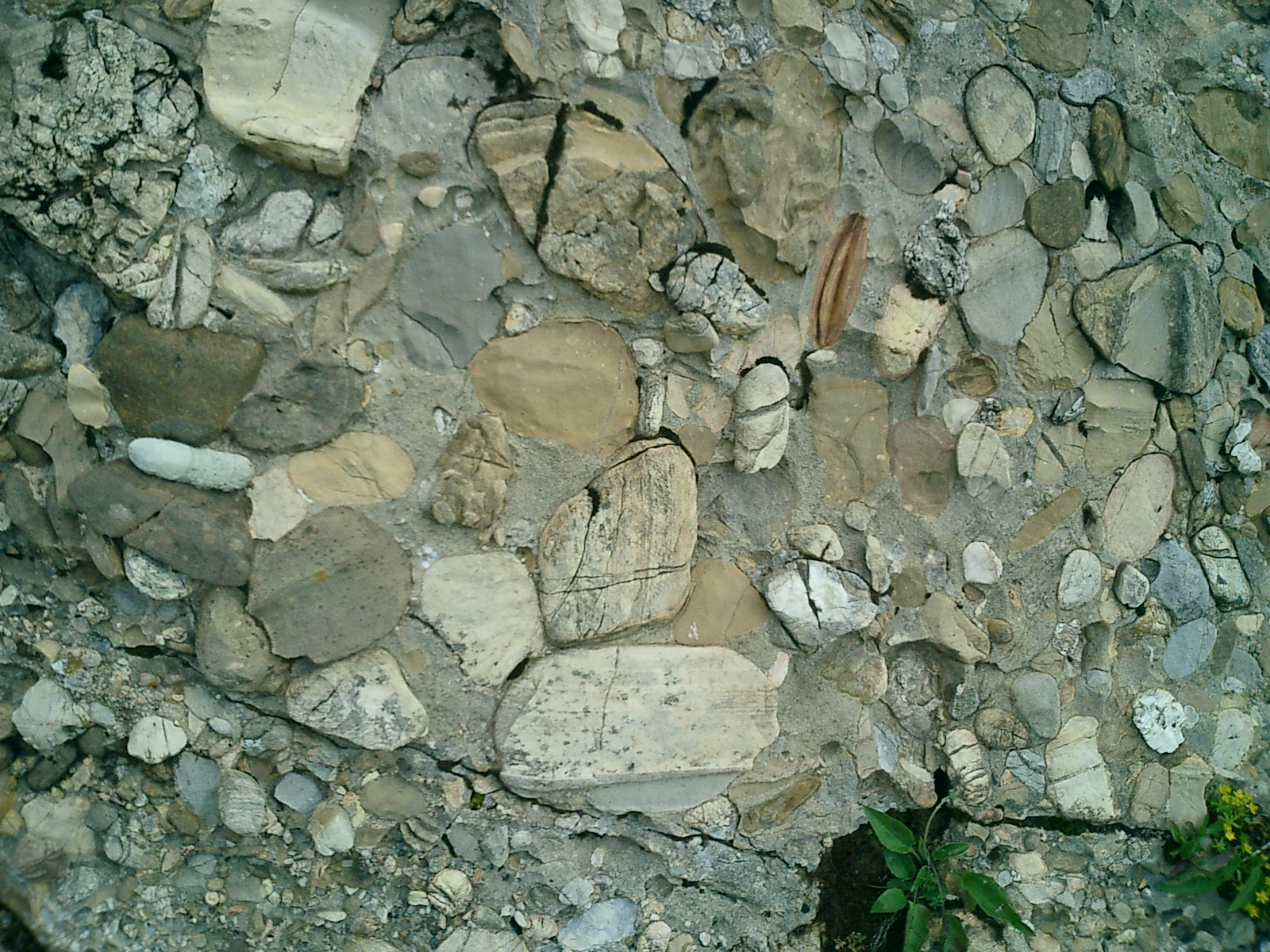
Molassa de conglomerat a l'Speer, Alps de l'Appenzell

La molassa es una formació de fàcies sedimentàries constituïda per sèries rítmiques molt potents de gresos i margues dipositades en ambients continentals, deltaics o marins d'aigües somes. La molassa inclou maresos, shales i conglomerats formats en dipòsits terrestres o marins superficials davant de cadenes altes de muntanya. Els dipòsits de molassa s'acumulen en una conca d'avantpaís, especialment sobre flysch—com, per exemple, els que apareixen amb l'elevació dels Alps, o amb l'erosió de l'Himàlaia. Aquests dipòsits són típicament sediments al·luvials i fluvials no-marins de terres baixes, a diferència dels sediments flysch profunds. La sedimentació s'atura quan ho fa l'orogènesi, o quan les muntanyes s'aplanen per l'erosió.